# Matilde di Shabran
A Matilde di Shabran (olaszul Matilde di Shabran, ossia Bellezza, e cuor di ferro) Gioachino Rossini kétfelvonásos operája. Szövegkönyvét Jacopo Ferretti írta François-Benoît Hoffman Euphrosine című librettőja alapján, mely Méhul egyik operája számára készült. Ősbemutatójára 1821. február 24-én került sor a római Teatro Apollóban.

## Szereplők
| Szereplő                     | Hangfekvés   |
| ---------------------------- | ------------ |
| Corradino                    | tenor        |
| Matilde di Shabran           | szoprán      |
| Raimondo Lopez, Edoardo apja | basszus      |
| Edoardo                      | alt          |
| Aliprando, orvos             | bariton      |
| Isidoro, költő               | bariton      |
| D'Arco grófnő                | mezzoszoprán |
| Ginardo, a torony őre        | basszus      |
| Egoldo, a parasztok vezetője | tenor        |
| Rodrigo, az őrök kapitánya   | tenor        |
| Udolfo, börtönőr             | néma         |

## Cselekmény
Helyszín: Spanyolország
Idő: a lovagkorban
A zsarnok Corradino hallani sem akar házasságról, életét kastélyába zárkózva, magányosan tölti. Matilde di Shabrannak kacérsággal, asszonyi ravaszsággal sikerül azonban meghódítania a férfit. Matilde ezzel felkelti a gőgös D'Arco grófné féltékenységét, aki szintén szeretne Corradino felesége lenni. Don Raimondo hiába könyörög Corradinónak, hogy bocsássa szabadon fiát, a bebörtönzött Edoardót. A bosszúvágyó grófnő titokban kiszabadítja a foglyot és a gyanút Matildére tereli. A felháborodott Corradino halálra ítéli az asszonyt: megbízza Isidorót, hogy egy magas, sziklás tengerpartról taszítsa a tengerbe. Isidoro azonban megsajnálja az asszonyt és az erdőben szabadon engedi. Corradino időközben megtudja az igazságot és megbánja tettét. Kétségbeesetten bolyong az erdőben, ahol rátalál Matildére, akinek nyomban megkéri a kezét.

## Híres áriák
- Piange il mio ciglio - Matilde áriája